# كامينيتس
كامينيتس (بالإنجليزية: Kamianets-Podilskyi)‏ هي مدينة، تتبع خملنيتسكي أوبلاست، وفينيتسا أوبلاست، وجمهورية أوكرانيا السوفيتية الاشتراكية، وKamianets Okruha ‏، وPodolia Governorate ‏، بلغ عدد سكانها 100462 نسمة، في 1 يناير 2017، تبلغ مساحتها 27.871 كيلومتر مربع، رمزها البريدي هو 32300–32318.

## مدن توأم
المدن التوأم:
- كاليش
- بونتة لامبرو [الإنجليزية]‏
- Zawiercie [الإنجليزية]‏
- سانوك
- برزيميسل.

## أعلام
- آرثر تريسي
- فلاديمير كابليتشني
- مايكولا بازان
- أندري بوندارينكو